# Emanuel Filibert van Lalaing
Emanuel Filibert van Lalaing (Valencijn, 5 mei 1557 - Bergen, 27 december 1590) was heer (baron) van Montigny en markgraaf (markies) van Renty. Hij was de zoon van Karel II van Lalaing en Maria van Montmorency, en de stiefbroer van Filips van Lalaing (1537-1582).
Emanuel was een Staatse legeraanvoerder in de Tachtigjarige Oorlog, tot hij werd verslagen in de Slag bij Gembloers (31 januari 1578). Daarna werd hij een malcontentenleider in Henegouwen en zette zijn eigen legertje op, waarmee hij het Vlaamse platteland en steden als Menen aanviel. Uiteindelijk deed Emanuel mee aan de Unie van Atrecht en verzoende hij zich met koning Filips II van Spanje en diens landvoogd Alexander Farnese, de hertog van Parma. In 1582 werd hij benoemd tot stadhouder en grootbaljuw van Henegouwen, waarmee hij zijn overleden stiefbroer Filips verving. Emanuel diende Parma nog in vele belegeringen in Vlaanderen en Brabant. Hij raakte dodelijk gewond bij de belegering van Corbeil nabij Parijs en stierf in Bergen aan zijn verwondingen.

## Voorouders
| Voorouders van Emanuel Filibert van Lalaing | Voorouders van Emanuel Filibert van Lalaing                                | Voorouders van Emanuel Filibert van Lalaing                                | Voorouders van Emanuel Filibert van Lalaing                                    | Voorouders van Emanuel Filibert van Lalaing                                    | Voorouders van Emanuel Filibert van Lalaing                                                                              | Voorouders van Emanuel Filibert van Lalaing                                                                              | Voorouders van Emanuel Filibert van Lalaing                            | Voorouders van Emanuel Filibert van Lalaing                            |
| ------------------------------------------- | -------------------------------------------------------------------------- | -------------------------------------------------------------------------- | ------------------------------------------------------------------------------ | ------------------------------------------------------------------------------ | --- | --- | ---------------------------------------------------------------------- | ---------------------------------------------------------------------- |
| Overgrootouders                             | Joost van Lalaing (1437-1483) ∞ 1462 Bonne van Viefville (-)               | Joost van Lalaing (1437-1483) ∞ 1462 Bonne van Viefville (-)               | Jacobus I van Luxemburg-Fiennes (1445-1487) ∞ Maria van Berlaymont (1450-1529) | Jacobus I van Luxemburg-Fiennes (1445-1487) ∞ Maria van Berlaymont (1450-1529) | Filips van Montmorency (1466-1526), heer van Nijvel ∞ Margaretha van Horne (1476-1558), vrouwe van Montigny-en-Ostervent | Filips van Montmorency (1466-1526), heer van Nijvel ∞ Margaretha van Horne (1476-1558), vrouwe van Montigny-en-Ostervent | Floris van Egmont (1470-1539) ∞ 1500 Margaretha van Glymes (1481–1551) | Floris van Egmont (1470-1539) ∞ 1500 Margaretha van Glymes (1481–1551) |
| Grootouders                                 | Karel I van Lalaing (1466-1525) ∞ Jacqueline van Luxemburg-Fiennes (-1511) | Karel I van Lalaing (1466-1525) ∞ Jacqueline van Luxemburg-Fiennes (-1511) | Karel I van Lalaing (1466-1525) ∞ Jacqueline van Luxemburg-Fiennes (-1511)     | Karel I van Lalaing (1466-1525) ∞ Jacqueline van Luxemburg-Fiennes (-1511)     | Jozef van Montmorency (-1530) ∞ Anna van Egmond (1504-1574)                                                              | Jozef van Montmorency (-1530) ∞ Anna van Egmond (1504-1574)                                                              | Jozef van Montmorency (-1530) ∞ Anna van Egmond (1504-1574)            | Jozef van Montmorency (-1530) ∞ Anna van Egmond (1504-1574)            |
| Ouders                                      | Karel II van Lalaing (1506-1558) ∞ 1550 Maria van Montmorency (-)          | Karel II van Lalaing (1506-1558) ∞ 1550 Maria van Montmorency (-)          | Karel II van Lalaing (1506-1558) ∞ 1550 Maria van Montmorency (-)              | Karel II van Lalaing (1506-1558) ∞ 1550 Maria van Montmorency (-)              | Karel II van Lalaing (1506-1558) ∞ 1550 Maria van Montmorency (-)                                                        | Karel II van Lalaing (1506-1558) ∞ 1550 Maria van Montmorency (-)                                                        | Karel II van Lalaing (1506-1558) ∞ 1550 Maria van Montmorency (-)      | Karel II van Lalaing (1506-1558) ∞ 1550 Maria van Montmorency (-)      |
| Emanuel Filibert van Lalaing (1557-1590)    |                                                                            |                                                                            |                                                                                |                                                                                | | |                                                                        |                                                                        |

- Biblioteca Nacional de España: XX4607392
- Biografisch Portaal: 00247498
- Gemeinsame Normdatei: 132303787
- International Standard Name Identifier: 0000 0003 9089 2251
- Nederlandse Thesaurus van Auteursnamen: 072917547
- Virtual International Authority File: 284603075
- WorldCat: E39PBJbWBRJqJ6TBPM8j9j4wmd